# Waddar
Waddar är ett dravidiskt språk som talas i Indien av knappt 2 miljoner människor.